# Chantenay (navire)
Pour les articles homonymes, voir Chantenay.
Le Chantenay est un bateau de transport fluvial, roquio n°10 (Roquio est le nom du premier bateau à vapeur de la Compagnie de navigation de la Basse-Loire) . Il est ancré sur le quai de Versailles à Nantes, et est classé au titre objet des monuments historiques depuis 2013.